# Skylar Park
Skylar Park (Winnipeg, 6 de junio de 1999) es una deportista canadiense que compite en taekwondo.
Participó en dos Juegos Olímpicos de Verano, en los años 2020 y 2024, obteniendo una medalla de bronce en París 2024, en la categoría de –57 kg.
Ganó una medalla de bronce en el Campeonato Mundial de Taekwondo de 2019 y cinco medallas en el Campeonato Panamericano de Taekwondo, entre los años 2016 y 2024. En los Juegos Panamericanos consiguió dos medallas, plata en 2019 y oro en 2023.

## Palmarés internacional
| Juegos Olímpicos        | Juegos Olímpicos             | Juegos Olímpicos  | Juegos Olímpicos |
| Año                     | Lugar                        | Medalla           | Categoría        |
| ----------------------- | ---------------------------- | ----------------- | ---------------- |
| 2024                    | París (Francia)              | Medalla de bronce | –57 kg           |
| Campeonato Mundial      |                              |                   |                  |
| Año                     | Lugar                        | Medalla           | Categoría        |
| 2019                    | Mánchester (Reino Unido)     | Medalla de bronce | –57 kg           |
| Juegos Panamericanos    |                              |                   |                  |
| Año                     | Lugar                        | Medalla           | Categoría        |
| 2019                    | Lima (Perú)                  | Medalla de plata  | –57 kg           |
| 2023                    | Santiago (Chile)             | Medalla de oro    | –57 kg           |
| Campeonato Panamericano |                              |                   |                  |
| Año                     | Lugar                        | Medalla           | Categoría        |
| 2016                    | Querétaro (México)           | Medalla de bronce | –57 kg           |
| 2018                    | Spokane (Estados Unidos)     | Medalla de oro    | –57 kg           |
| 2021                    | Cancún (México)              | Medalla de oro    | –57 kg           |
| 2022                    | Punta Cana (Rep. Dominicana) | Medalla de oro    | –57 kg           |
| 2024                    | Río de Janeiro (Brasil)      | Medalla de bronce | –57 kg           |